# Richard Malone
Richard Joseph Malone (ur. 19 marca 1946 w Salem, Massachusetts) – amerykański duchowny rzymskokatolicki, biskup Portland w latach 2004–2012, biskup Buffalo w latach 2012–2019, od 2019 biskup senior Buffalo.

## Życiorys
Ukończył seminaria w Jamaica Plain i Bostonie. Święcenia kapłańskie otrzymał 20 maja 1972 z rąk kardynała Humberto Medeirosa. W kolejnych latach był nauczycielem w kilku szkołach średnich, a także w swej alma mater, Seminarium św. Jana w Bostonie. W roku 1981 uzyskał doktorat z teologii na Uniwersytecie Bostońskim. Od roku 1993 był archidiecezjalnym dyrektorem Biura ds. Edukacji Katolickiej. 
27 stycznia 2000 otrzymał nominację na biskupa pomocniczego Bostonu ze stolicą tytularną Aptuca. Sakry udzielił mu kard. Bernard Law. 10 lutego 2004 mianowany biskupem Portland w Maine, a 29 maja 2012 do 4 grudnia 2019 był biskupem Buffalo.